# Ренесанс (роман)
«Ренесанс» (англ. Renaissance) — науково-фантастичний роман американського письменника Реймонда Ф. Джоунза. Вперше опублікований 1944 року в журналі «Аналог: наукова фантастика та факти». У 1951 році видавництво Гном пресс випустило роман окремою книгою тиражем 4 000 примірників. У 1963 році «Pyramid Books» перевидало роман під назвою «Людина двох світів».

## Сюжет
Кетан — дослідник, живе в Кронвельді,— світі, який складається з одного міста, обмеженого непрохідним бар'єром невідомого походження та країною вічних пожеж. Кронвельдом керує комп'ютер під назвою Karildex, яка збирає кожну найдрібнішу інформацію про громадян, включаючи пристрасті та риси особистості, саме тому він виявляється найкращим методом управління, який коли-небудь застосовувався. Проте дослідження сильно обмежені релігійними переконаннями, які вже давно пережили місто, і, наприклад, забороняють відкривати, як нові громадяни з'являються на світ у Храмі Народження.
У Кетана більше, ніж у всіх інших, запитань про природу Кронвельда, допоки одного разу він не вирішує розкрити поки що приховані релігією від суспільства таємниці. Проте тієї ж ночі, коли він хоче зруйнувати Храм Народження, щоб розкрити його таємниці, до Кетана приходить похилого віку жінка, яка доручає завдання: вбити трьох агентів дивної таємної організації, включаючи його дівчину Ельту. Стара жінка попереджає його, що ця організація включає в себе державних діячів, які походять з іншого світу й намагаються знищити Кронвельд. Проте до наступного дня Кетан не знає, чи можна вірити цим словам, коли його ізолюють у рідному кварталі після обговорення незаконних досліджень з комітетом громадян.
У цей час молодому чоловіку стає зрозуміло, що окрім забобонів, справді існує організація, яка намагається придушити дослідження та знищити Кронвельд. Але незважаючи на всі переживання, він не може вбити Ельту, оскільки кохає її. Тоді хлопчина вирішує здійснити свій початковий план: проникнути у Храм Народження та відкрити раз й назавжди, звідки беруться новонароджені.

## Відгуки
П. Шуйлер-Міллер описав роман «Ренесанс» як «надивовиж зворушлива книга, долаючи відсутність характеристики та інші [її] традиційні недоліки драйвом та розгортанням уяви».